# Светско првенство у атлетици у дворани 2016 — 60 метара препоне за жене
Трка на 60 метара са препонама у женској конкуренцији на Светском првенству у атлетици у дворани 2016. одржана је 18. марта у Орегонском конгресном центру у Портланду (Сједињене Државе).
Титулу освојену у Сопоту 2014, одбранила је Нија Али из Сједињене Државе.

## Земље учеснице
Учествовале су 19 такмичарки из 14 земаља.
1. Аустралија (1)
2. Аустрија (1)
3. Бахаме (1)
4. Белорусија (1)
5. Бразил (1)
6. Јамајка (2)
7. Канада (1)
8. Кина (1)
9. Мађарска (2)
10. САД (3)
11. Словенија (1)
12. Уједињено Краљевство (2)
13. Украјина (1)
14. Хрватска (1)

## Освајачи медаља
| Нија Али САД | Брајана Ролинс САД | Тифани Портер Уједињено Краљевство |

## Рекорди пре почетка Светског првенства 2016.
Стање на 16. март 2016.
| Рекорди пре почетка Светског првенства 2016. | Рекорди пре почетка Светског првенства 2016. | Рекорди пре почетка Светског првенства 2016. | Рекорди пре почетка Светског првенства 2016. | Рекорди пре почетка Светског првенства 2016. |
| -------------------------------------------- | -------------------------------------------- | -------------------------------------------- | -------------------------------------------- | -------------------------------------------- |
| Светски рекорд                               | Сузана Калур, Шведска                        | 7,68                                         | Карлсруе, Немачка                            | 10. фебруар 2008.                            |
| Рекорд светских првенстава                   | Лоло Џоунс, Сједињене Државе                 | 7,72                                         | Доха, Катар                                  | 13. март 2010.                               |
| Најбољи резултат сезоне                      | Брајана Ролинс, Сједињене Државе             | 7,76                                         | Конференц-центр Орегон, Сједињене Државе     | 12. март 2016.                               |
| Афрички рекорд                               | Глори Алози, Нигерија                        | 7,82                                         | Мадрид, Шпанија                              | 16. фебруар 1999.                            |
| Азијски рекорд                               | Олга Шишигина, Казахстан                     | 7,82                                         | Лијевен, Француска                           | 21. фебруар 1999.                            |
| Северноамерички рекорд                       | Лоло Џоунс, Сједињене Државе                 | 7,72                                         | Доха, Катар                                  | 13. март 2010.                               |
| Јужноамерички рекорд                         | Ивет Луис, Панама                            | 7,99                                         | Диселдорф, Немачка                           | 30. јануар 2014.                             |
| Јужноамерички рекорд                         | Ивет Луис, Панама                            | 7,99                                         | Берлин, Немачка                              | 1. март 2014.                                |
| Европски рекорд                              | Сузана Калур, Шведска                        | 7,68                                         | Карлсруе, Немачка                            | 10. фебруар 2008.                            |
| Океанијски рекорд                            | Сали Пирсон, Аустралија                      | 7,73                                         | Истанбул, Турска                             | 10. март 2012.                               |

### Најбољи резултати у 2016. години
Десет најбољих атлетичарки на 60 метара препоне у дворани пре првенства (16. марта 2016), имале су следећи пласман.
| 1.  | Брајана Ролинс, Сједињене Државе     | 7,76 | 12. март    |
| 2.  | Кендра Харисон, Сједињене Државе     | 7,77 | 12. март    |
| 3.  | Квин Харисон, Сједињене Државе       | 7,83 | 12. март    |
| 4.  | Џанај Делоуч Сукуп, Сједињене Државе | 7,85 | 20. фебруар |
| 4.  | Нија Али, Сједињене Државе           | 7,85 | 12. март    |
| 6.  | Синди Роледер, Сједињене Државе      | 7,88 | 27. фебруар |
| 7.  | Тифани Портер, Велика Британија      | 7,89 | 5. март     |
| 8.  | Синди Офили, Велика Британија        | 7,89 | 12. март    |
| 9.  | Кристина Менинг, Сједињене Државе    | 7,90 | 27. фебруар |
| 10. | Шарика Нелвис, Сједињене Државе      | 7,90 | 11. март    |

Такмичарке чија су имена подебљана учествовале су на СП 2016.

## Квалификационе норме
| Дворана | Отворено      |
| ------- | ------------- |
| 8,14    | 12,85 (100 м) |

## Сатница
| Датум          | Време | Ниво          |
| -------------- | ----- | ------------- |
| 18. март 2016. | 17:35 | Квалификације |
| 18. март 2016. | 20:30 | Финале        |

Времена су дата према локалном времену UTC-8.

## Резултати

### Квалификације
Такмичарке су биле подељене у 3 квалификационе групе. За финале су се пласирале по 2 првопласиране из сваке групе (КВ) и 2 по постигнутом резултату (кв).,
| Место | Група | Стаза | Атлетичарка       | Земља                | ЛР   | ЛРС  | Резултат   | Белешка |
| ----- | ----- | ----- | ----------------- | -------------------- | ---- | ---- | ---------- | ------- |
| 1.    | 3     | 6     | Кендра Харисон    | САД                  | 7,77 | 7,77 | 7,81       | КВ      |
| 2.    | 1     | 4     | Брајана Ролинс    | САД                  | 7,76 | 7,76 | 7,82       | КВ      |
| 3.    | 3     | 7     | Андреа Иванчевић  | Хрватска             | 7,94 | 7,94 | 7,91(,902) | КВ, НР  |
| 4.    | 2     | 7     | Нија Али          | САД                  | 7,80 | 7,85 | 7,91(,909) | КВ      |
| 5.    | 1     | 8     | Алина Талај       | Белорусија           | 7,85 | 7,97 | 7,96       | КВ, ЛРС |
| 6.    | 2     | 4     | Тифани Портер     | Уједињено Краљевство | 7,80 | 7,94 | 8,00       | КВ      |
| 7.    | 1     | 6     | Серита Соломон    | Уједињено Краљевство | 7,93 | 8,05 | 8,04       | кв      |
| 8.    | 3     | 5     | Анђела Вајт       | Канада               | 7,92 | 8,05 | 8,09(,086) | кв      |
| 9.    | 2     | 3     | Хана Плотицина    | Украјина             | 7,99 | 8,08 | 8,09(,088) |         |
| 10.   | 1     | 7     | Мишел Џенеке      | Аустралија           |      |      | 8,10       | ЛР      |
| 11.   | 1     | 5     | Педриа Сејмур     | Бахаме               | 8,16 | 8,16 | 8,15       | ЛР      |
| 12.   | 1     | 2     | Шуђао Ву          | Кина                 | 8,02 |      | 8,18       | ЛРС     |
| 13.   | 2     | 2     | Стефани Бендрат   | Аустрија             | 8,13 | 8,24 | 8,25       |         |
| 14.   | 3     | 4     | Фабиана Мораес    | Бразил               | 8,08 | 8,08 | 8,28       |         |
| 15.   | 3     | 3     | Марина Томић      | Словенија            | 8,05 | 8,17 | 8,33       |         |
| 16.   | 2     | 6     | Грета Керекес     | Мађарска             | 8,17 | 8,17 | 8,37(,367) |         |
| 17.   | 1     | 3     | Саманта Скарлет   | Јамајка              | 8,12 | 8,12 | 8,37(,370) |         |
| 18.   | 3     | 2     | Луца Козак        | Мађарска             | 8,23 | 8,23 | 8,46       |         |
|       | 2     | 5     | Данијела Вилијамс | Јамајка              | 8,02 | 8,07 | НЗ         |         |

### Финале
,
| Поз. | Атлетичарка      | Земља                | Резултат | Белешка |
| ---- | ---------------- | -------------------- | -------- | ------- |
|      | Нија Али         | САД                  | 7,81     | ЛРС     |
|      | Брајана Ролинс   | САД                  | 7,82     |         |
|      | Тифани Портер    | Уједињено Краљевство | 7,90     |         |
| 4.   | Андреа Иванчевић | Хрватска             | 7,95     |         |
| 5.   | Анђела Вајт      | Канада               | 7,99     | ЛРС     |
| 6.   | Алина Талај      | Белорусија           | 8,00     |         |
| 7.   | Серита Соломон   | Уједињено Краљевство | 8,29     |         |
| 8.   | Кендра Харисон   | САД                  | 8,87     |         |